# 植物大战僵尸：全明星
《植物大戰殭屍：全明星》是一款卡牌塔防遊戲，由寶開遊戲和美商藝電的美國和中國團隊所開發。該作已於2014年9月17日登陸iOS平台，2014年9月25日登陸Android平台。(僅限中國地區)

## 游戏劇情
在某一天的晚上，殭屍博士和一大波殭屍們來到了戴夫家的花園，於是，植物們便攻擊這些殭屍們，雖然靠著三胞向日葵、炸彈末日菇還有冰箭射手的大招擊敗了大波殭屍們，但是，就在此時，殭屍博士施放了他的大招，使用了飛彈來擊敗植物們，因此，瘋狂戴夫和潘妮展開了一場冒險旅程。

## 游戏模式
本作全面改寫原本的塔防玩法，植物們化成了一張張的「卡牌」，亦加入裝備、升級與玩家對戰系統等手機遊戲常見元素。